# مقیاس‌های شدت لرزه‌ای
مقیاس‌های شدت لرزه‌ای شدت لرزش زمین (جنبش زمین) در یک مکان معین، مانند لرزش‌های ناشی از زمین‌لرزه را طبقه‌بندی می‌کنند. مقیاس‌های شدت با مقیاس‌های بزرگی لرزه‌ای که بزرگی یا قدرت کلی یک زمین‌لرزه را اندازه‌گیری می‌کنند، متفاوت هستند. بزرگی یا قدرت زمین‌لرزه ممکن است باعث لرزش محسوس زمین شود یا نشود.
مقیاس‌های شدت لرزه‌ای بر اساس اثرات مشاهده‌شده لرزش، مانند میزان هشدار مردم یا حیوانات و میزان و شدت آسیب به انواع سازه‌ها یا عوارض طبیعی است. می‌توان از بیشینه شدت مشاهده‌شده و وسعت ناحیه‌ای که لرزش در آن احساس‌شده (نقشه هم‌لرز زیر را ببینید)، برای تخمین مکان و بزرگی منبع زمین‌لرزه استفاده کرد. این کار، به‌ویژه برای زمین‌لرزه‌های تاریخی که هیچ داده ثبت‌شده دستگاهی از آن‌ها وجود ندارد، مفید است.

## لرزش زمین

نقشه هم‌لرز زمین‌لرزه ۱۹۶۸ ایلینوی که میزان سطوح مختلف لرزش را نشان می‌دهد. بی‌نظمی مناطق لرزش به دلیل وضعیت زمین و زمین‌شناسی زیربنایی است.

لرزش زمین می‌تواند به روش‌های مختلفی (لرزش‌های آتشفشانی، ریزش بهمن، انفجارهای بزرگ و …) ایجاد شود، اما لرزش آنقدر شدیدی که باعث آسیب شود، معمولاً به دلیل گسیختگی پوسته زمین است که به عنوان زمین‌لرزه شناخته می‌شود. شدت لرزش به عوامل مختلفی بستگی دارد:
- «اندازه» یا قدرت رویداد منشأ لرزه‌ای، مانند اندازه‌گیری‌های انجام‌شده توسط انواع مقیاس‌های بزرگی لرزه‌ای.
- نوع موج لرزه‌ای ایجادشده و جهت آن.
- ژرفای رویداد لرزه‌ای
- فاصله از رویداد منشأ لرزه‌ای.
- پاسخ لرزه‌ای محل زمین‌لرزه بر پایه زمین‌شناسی محلی.

پاسخ لرزه‌ای محل، به‌ویژه در عنوان شرایط خاص مهم است. برای نمونه، رسوبات تجمیع‌نشده در یک حوضه، می‌تواند حرکات زمین را تا ده برابر تقویت کند.
در جایی که زمین‌لرزه بر روی لرزه‌نگاشت ثبت نمی‌شود، نقشه هم‌لرز شدت‌های لرزه‌ای احساس‌شده در مناطق مختلف را نشان می‌دهد که می‌توان از آن برای تخمین مکان و بزرگی زمین‌لرزه استفاده کرد. این نقشه‌ها برای تخمین شدت لرزش و نشان‌دادن سطح احتمالی آسیب که از زمین‌لرزه‌ای در آینده با بزرگی مشابه انتظار می‌رود، نیز مفید هستند. در ژاپن، از این نوع اطلاعات در هنگام وقوع زمین‌لرزه برای پیش‌بینی شدت خسارت مورد انتظار در مناطق مختلف استفاده می‌شود.
شدت محلی لرزش زمین، علاوه بر بزرگی زمین‌لرزه به عوامل گوناگونی بستگی دارد که یکی از مهم‌ترین این عوامل، وضعیت خاک است. برای نمونه، لایه‌های ضخیم خاک نرم می‌تواند امواج لرزه‌ای را اغلب در فاصله قابل توجهی از منبع لرزش، تقویت کند. در حالی که امواج لرزه‌ای در حوضه‌های رسوبی اغلب تشدید شده و مدت زمان لرزش را افزایش می‌دهند. به همین دلیل، در زمین‌لرزه ۱۹۸۹ لوما پریتا، منطقه مارینا در سان فرانسیسکو، با وجود فاصله حدود ۱۰۰ کیلومتری از مرکز زمین‌لرزه، یکی از مناطقی بود که بیشترین آسیب را متحمل شد. البته ساختارهای زمین‌شناسی نیز در این زمین‌لرزه اهمیت داشت، مانند جایی که امواج لرزه‌ای عبورکننده از انتهای جنوبی خلیج سان‌فرانسیسکو، از پایه پوسته زمین به سمت سانفرانسیسکو و اوکلند بازتاب داده شدند. اثر مشابهی امواج لرزه‌ای را بین دیگر گسل‌های اصلی منطقه هدایت کرد.

## تاریخچه
نخستین طبقه‌بندی ساده شدت زمین‌لرزه توسط دومینیکو پیگناتارو در دهه ۱۷۸۰ ابداع شد. نخستین مقیاس شدت قابل تشخیص به معنای امروزی کلمه نیز توسط ایگن در سال ۱۸۲۸ ترسیم شد. با این حال، اولین نقشه‌برداری مدرن از شدت زمین‌لرزه توسط رابرت مالت انجام شد. مالت مهندسی ایرلندی بود که توسط امپریال کالج لندن برای تحقیق دربارهٔ زمین‌لرزه ۱۸۵۷ باسیلیکاتا اعزام شد. این زمین‌لرزه که در دسامبر آن سال روی داد، به عنوان زمین‌لرزه بزرگ ناپل در سال ۱۸۵۷ نیز شناخته می‌شود.
اولین مقیاس شدت پذیرفته‌شده، مقیاس روسی–فورل، در اواخر قرن نوزدهم و به عنوان مقیاسی ۱۰ درجه‌ای معرفی شد. در سال ۱۹۰۲، جوزپه مرکالی، لرزه‌شناس ایتالیایی، مقیاس ۱۲ درجه‌ای جدیدی به نام مقیاس مرکالی را ابداع کرد. با کارهای دیگر، به‌ویژه توسط چارلز فرانسیس ریشتر در دهه ۱۹۵۰، پیشرفت بسیار چشمگیری حاصل شد؛ هنگامی که یک همبستگی بین شدت‌لرزه‌ای و اوج شتاب زمین (PGA) پیدا شد (معادله ای که ریشتر برای کالیفرنیا پیدا کرد را ببینید). همچنین تعریف استحکام ساختمان‌ها، و تقسیم‌بندی آن‌ها به گروه‌های مختلف (به نام نوع ساختمان) و سپس ارزیابی شدت لرزه‌ای بر اساس درجه آسیب به یک نوع سازه معین نیز انجام شد. این اقدامات باعث شد که در مقیاس مرکالی و همچنین مقیاس اروپایی MSK-64، با استفاده از عناصر کمَی، آسیب‌پذیری نوع ساختمان نشان داده شود. پس از آن، مقیاس مرکالی به مقیاس شدت مرکالی اصلاح‌شده (MMS) تغییر نام یافت و ارزیابی شدت لرزه‌ای قابل اعتمادتر شد.
علاوه بر این موارد، مقیاس‌های شدت لرزه‌ای بیشتری نیز توسعه یافته و در نقاط مختلف جهان استفاده می‌شود:
| کشور/منطقه          | مقیاس شدت لرزه‌ای مورد استفاده                                   |
| ------------------- | --------------------------------------------------------------- |
| چین                 | مقیاس شدت لرزه‌ای چین (لیدو) (GB/T 17742–1999)                   |
| اروپا               | مقیاس مه‌لرزه‌ای اروپا (EMS-98)                                   |
| هنگ کنگ             | مقیاس شدت مرکالی اصلاح‌شده (MM)                                  |
| هند                 | مقیاس مدودف–شپونهویر–کارنیک                                     |
| اندونزی             | مقیاس شدت مرکالی اصلاح‌شده (MM)                                  |
| اسرائیل             | مقیاس مدودف–شپونهویر–کارنیک (MSK-64)                            |
| ژاپن                | مقیاس شدت لرزه‌ای مرکز هواشناسی ژاپن                             |
| قزاقستان            | مقیاس مدودف–شپونهویر–کارنیک (MSK-64)                            |
| فیلیپین             | مقیاس شدت زمین‌لرزه مؤسسه آتشفشان‌شناسی و لرزه‌شناسی فیلیپن (PEIS) |
| روسیه               | مقیاس مدودف–شپونهویر–کارنیک (MSK-64)                            |
| تایوان              | مقیاس شدت لرزه‌ای اداره هواشناسی تایوان                          |
| ایالات متحده آمریکا | مقیاس شدت مرکالی اصلاح‌شده (MM)                                  |